# Howard Stern
Howard Allan Stern, född 12 januari 1954 i Jackson Heights i Queens i New York, är en amerikansk inflytelserik komiker och radio- och TV-personlighet känd för sin extrema frispråkighet. Han har utnämnt sig själv till "Kung över all media".
Mest känd är han för sitt radioprogram The Howard Stern Show och sin TV-talkshow Howard Stern on Demand. I sin show så intervjuar han kändisar, porrstjärnor och även en del udda figurer som kallas för "The Wack Pack". En ocensurerad show där det fria ordet är fritt. 
Stern föddes i en judisk familj i Jackson Heights i Queens, men växte från ett års ålder upp i Roosevelt på Long Island.